# Corsley Edwards
Pour les articles homonymes, voir Edwards.
Corsley Edwards, né le 5 mars 1979, à Baltimore, dans le Maryland, est un joueur et entraîneur américain de basket-ball. Il évolue au poste de pivot.

## Palmarès
- Champion CBA 2005